# Annaphila superba
Annaphila superba là một loài bướm đêm trong họ Noctuidae.